# Хартия Европейского союза об основных правах

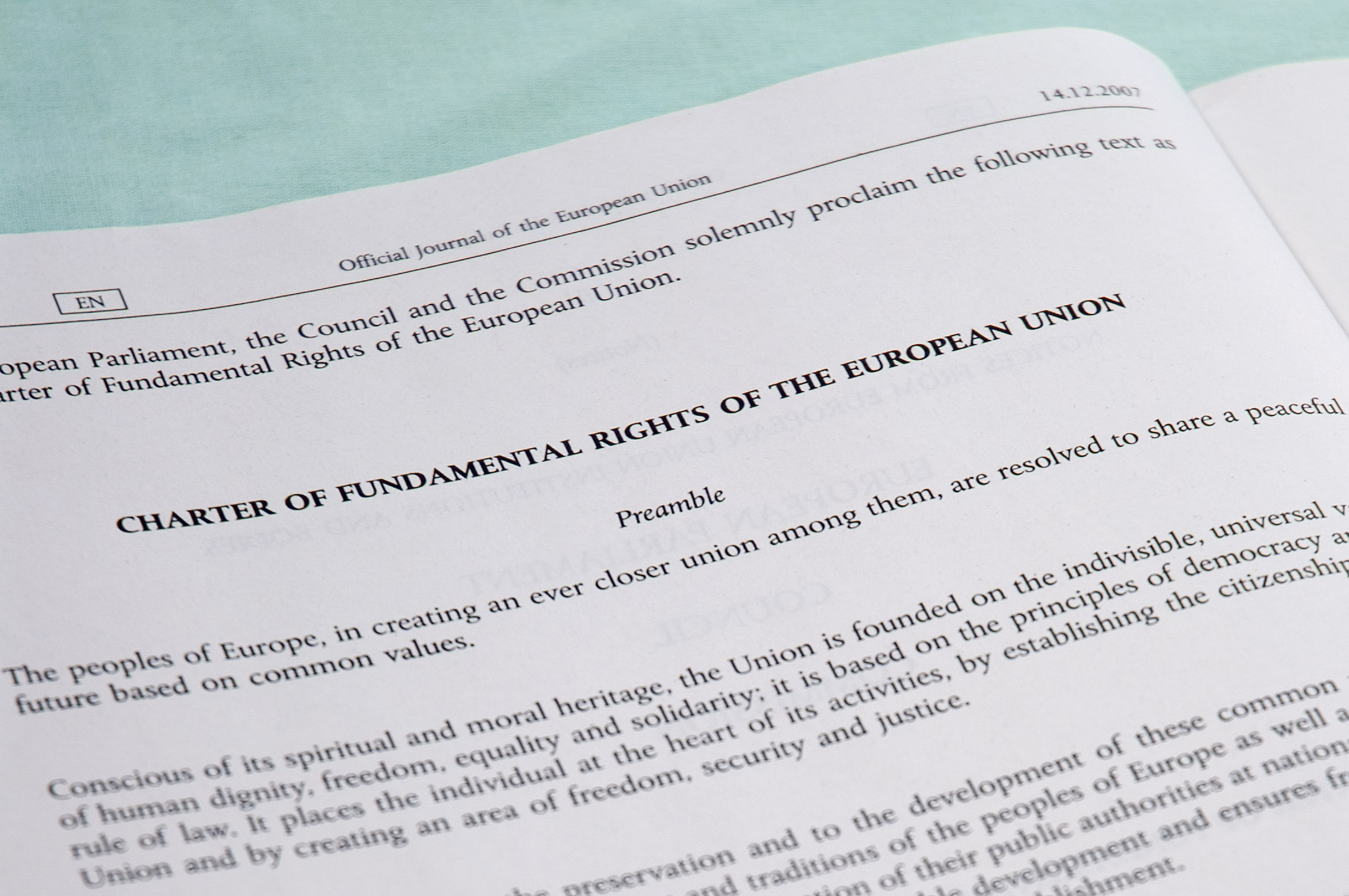
Преамбула хартии

Хартия Европейского союза об основных правах (иногда Хартия Европейского союза по правам человека) является документом Европейского союза, закрепляющим некоторые политические, экономические и социальные права граждан и резидентов Европейского союза в его праве.
Формулировка этого документа была согласована на уровне министров и была включена в проект конституции для Европы. Однако проект конституции был отвергнут на референдумах во Франции и Нидерландах. Ссылка на скорректированную в 2007 году Хартию была также включена в более поздний Лиссабонский договор, который вступил в силу 1 декабря 2009 года. Оговорки об ограниченном применении Хартии сделаны Польшей, (неформально) Чехией, а также Великобританией, впоследствии вышедшей из союза.

## Предыстория
Суд Европейских сообществ постановил в 1996 году, что договоры об учреждении Европейского союза не дают ему возможность присоединиться к Европейской конвенции по правам человека, несмотря на это все государства-члены СоЕ / ЕС, подписали конвенцию (Решение 2/94 «Присоединение сообщества к Европейской конвенции о защите прав человека и основных свобод» от 28 марта 1996 года).
После этого, Европейский совет в Кёльне (3/4 июня 1999 года) поставил задачу разработать устав конвенции. Учредительное собрание по конвенции прошло в декабре 1999 года, проекты были утверждены 2 октября 2000 года. Европейский Совет (13/14 октября 2000 года) единогласно одобрил проект и направил его на рассмотрение в Европейский парламент и Европейскую комиссию.
Европейский парламент дал своё согласие 14 ноября 2000 года, а Европейская комиссия — 6 декабря 2000 года. Председатели Европейского парламента, совета и комиссия подписали и провозгласили хартию от имени своих учреждений 7 декабря 2000 года в Ницце. Таким образом, три вышеупомянутых учреждения Европейского союза (совет, комиссия и парламент) постановили, что хартия, соответствует всем формальным требованиям (на данный момент) чтобы представлять основные принципы прав человека союза. Однако юридической силы Хартия с этими решениями не обрела — Европейский совет заявил, что рассмотрит вопрос о юридической силе Хартии позднее. Хартия стала обязательной со вступлением в силу Лиссабонского договора в декабре 2009 года.